# Triumph de Greenville
Actualités
Le Triumph de Greenville (en anglais : Greenville Triumph) est une équipe américaine de soccer et une franchise de la USL League One (USL1) basée à Greenville en Caroline du Sud.

## Histoire

### Origines du soccer et expériences professionnelles à Greenville
Depuis 2003, Greenville ne dispose plus d'équipe de soccer professionnel avec le départ des Lions de Greenville qui évoluait en USL D-3 Pro League en 2001 et 2002 avant de descendre d'un niveau en rejoignant la USL PDL. Ce club était pourtant sur des bases solides avec une véritable structure pour l'intégration des jeunes via le système de la Y-League. Malheureusement, le succès sportif n'étant pas suivi par un engouement populaire, le club accumule les pertes financières et ferme donc ses portes à la fin de l'été 2003.
Ainsi, seule l'équipe universitaire des Paladins de l'Université Furman porte les couleurs de la ville, se qualifiant régulièrement pour le tournoi final de la NCAA.

### Formation du club

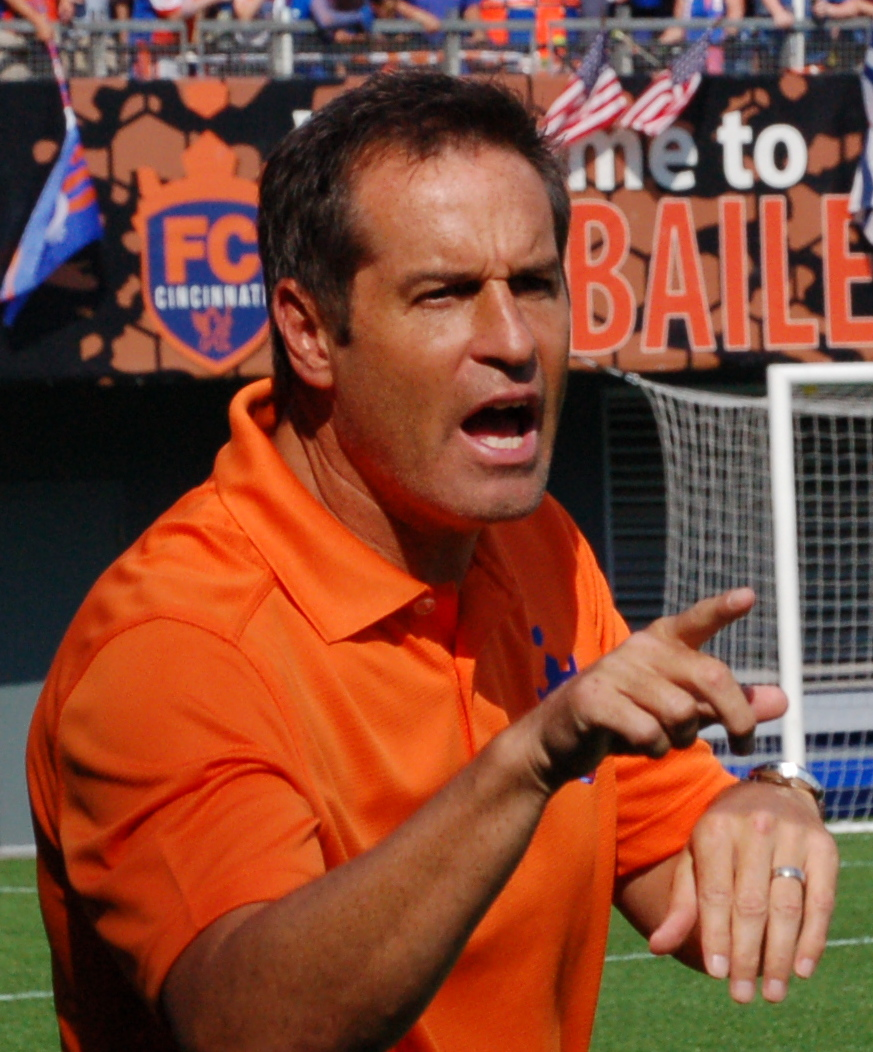
John Harkes, premier entraîneur de la franchise.

En avril 2017 est formée la USL League One, alors connue sous le nom temporaire de USL D3. Les dirigeants de cette nouvelle ligue démarrent alors un tour des États-Unis afin de prospecter pour des marchés d'implantation pour les futures franchises et Greenville, en Caroline du Sud, fait alors figure de candidat favori selon Steven Short, vice-président de la USL D3.
Alors que le Tormenta de South Georgia devient le premier membre fondateur de la ligue naissante le 25 janvier 2018, le 6 février suivant, le FC Tucson lui emboîte le pas avant que le Triumph de Greenville ne soit la troisième franchise en troisième division le 13 mars 2018.
Quelques mois plus tard, le 9 août 2018, le nom de la franchise, désormais connue comme Triumph de Greenville est dévoilé, tout comme ses couleurs et son logo. Le premier entraîneur de l'histoire du club est nommé pour trois ans le 27 août 2018, et c'est l'ancien international américain John Harkes qui mène l'équipe après avoir connu du succès du côté du FC Cincinnati,.

### Débuts sportifs et premiers succès
Dans la construction de son effectif pour sa saison inaugurale, l'entraîneur John Harkes fait appel à des joueurs qu'il a eu sous ses ordres au FC Cincinnati en 2016 comme Tyler Polak qui devient le premier joueur signé par le club. Les internationaux Dallas Jaye (Guam) ou Omar Mohamed (Somalie) sont d'autres joueurs arrivés grâce à l'expérience de Harkes à la tête de l'équipe de l'Ohio depuis passée en Major League Soccer.
Pour sa première rencontre officielle, le Triumph de Greenville est opposé au Tormenta de South Georgia le 29 mars 2019 et la partie se solde par une défaite pour la formation de la Caroline du Sud qui s'incline 1-0 à Statesboro, en Géorgie sur un but d'Alex Morrell. Mais la semaine suivante, le Triumph se relève et l'emporte 2-1 à domicile face à l'Ignite de Lansing grâce aux réalisations de Jake Keegan et Kevin Politz. À l'issue de la saison, Greenville atteint la troisième place au classement et se qualifie donc pour les séries éliminatoires où les joueurs de John Harkes écartent Lansing (0-1) avant de concéder la finale du championnat au North Texas SC qui remporte la première édition de la USL League One.
La saison 2020 est marquée par la pandémie de Covid-19 aux États-Unis qui reporte le début de la saison qui démarre finalement en juillet. Ce contexte particulier n'empêche pas le Triumph de continuer sur sa lancée de 2019 et la formation de Greenville termine la saison régulière au premier rang, avec six points d'avance sur son plus proche poursuivant, l'Union Omaha, et seulement trois défaites en seize rencontres. Alors que la finale doit être disputée contre le dauphin d'Omaha, plusieurs cas de Covid-19 sont détectés parmi cette équipe et le Triumph de Greenville est ainsi déclaré champion en raison de sa première place au classement général.
Ce titre accordé a posteriori est donc le premier de la jeune franchise. Et le club ambitieux de la Caroline du Sud continue ses belles performances en 2021 en abordant la nouvelle saison avec trois victoires de rang face aux Kickers de Richmond, le North Texas SC et le North Carolina FC, étant porté par son nouveau buteur Mario Lomis, recruté chez son voisin de la Caroline du Nord.

## Palmarès et records

### Palmarès
| Compétitions nationales                                                                                     | Compétitions internationales | Trophées mineurs |
| - USL League One - Champion : 2020 - Vice-champion : 2019 et 2021 - Vainqueur de la saison régulière : 2020 | - Vierge                     | - Vierge         |

### Bilan par saison
| Saison | Niv. | Ligue          | Saison régulière | Saison régulière | Saison régulière | Saison régulière | Saison régulière | Saison régulière | Saison régulière | Class. | Séries      | US Open Cup    | Affl. moy. saison régulière | Affl. moy. séries éliminat. |
| Saison | Niv. | Ligue          | M                | V                | N                | D                | BP               | BC               | Pts              | Class. | Séries      | US Open Cup    | Affl. moy. saison régulière | Affl. moy. séries éliminat. |
| ------ | ---- | -------------- | ---------------- | ---------------- | ---------------- | ---------------- | ---------------- | ---------------- | ---------------- | ------ | ----------- | -------------- | --------------------------- | --------------------------- |
| 2019   | 3    | USL League One | 28               | 12               | 7                | 9                | 32               | 22               | 43               | 3e/10  | Finaliste   | Deuxième tour  | 2 509                       | N/A                         |
| 2020   | 3    | USL League One | 16               | 11               | 2                | 3                | 24               | 11               | 36               | 1er/11 | Champion    | Annulée        | N/A                         | N/A                         |
| 2021   | 3    | USL League One | 28               | 12               | 9                | 7                | 36               | 29               | 45               | 2e/12  | Finale      | Annulée        | N/C                         | 2 851                       |
| 2022   | 3    | USL League One | 30               | 12               | 10               | 8                | 40               | 38               | 46               | 2e/11  | Demi-finale | Troisième tour | 2 543                       | 2 070                       |

### Meilleurs buteurs par saison
| Saison | Meilleurs buteurs | Meilleurs buteurs |
| Saison | Joueurs           | Buts              |
| ------ | ----------------- | ----------------- |
| 2019   | Jake Keegan       | 9                 |
| 2020   | Lachlan McLean    | 7                 |
| 2021   | Marios Lomis      | 15                |
| 2022   | Jacob Labovitz    | 12                |

## Logos et couleurs

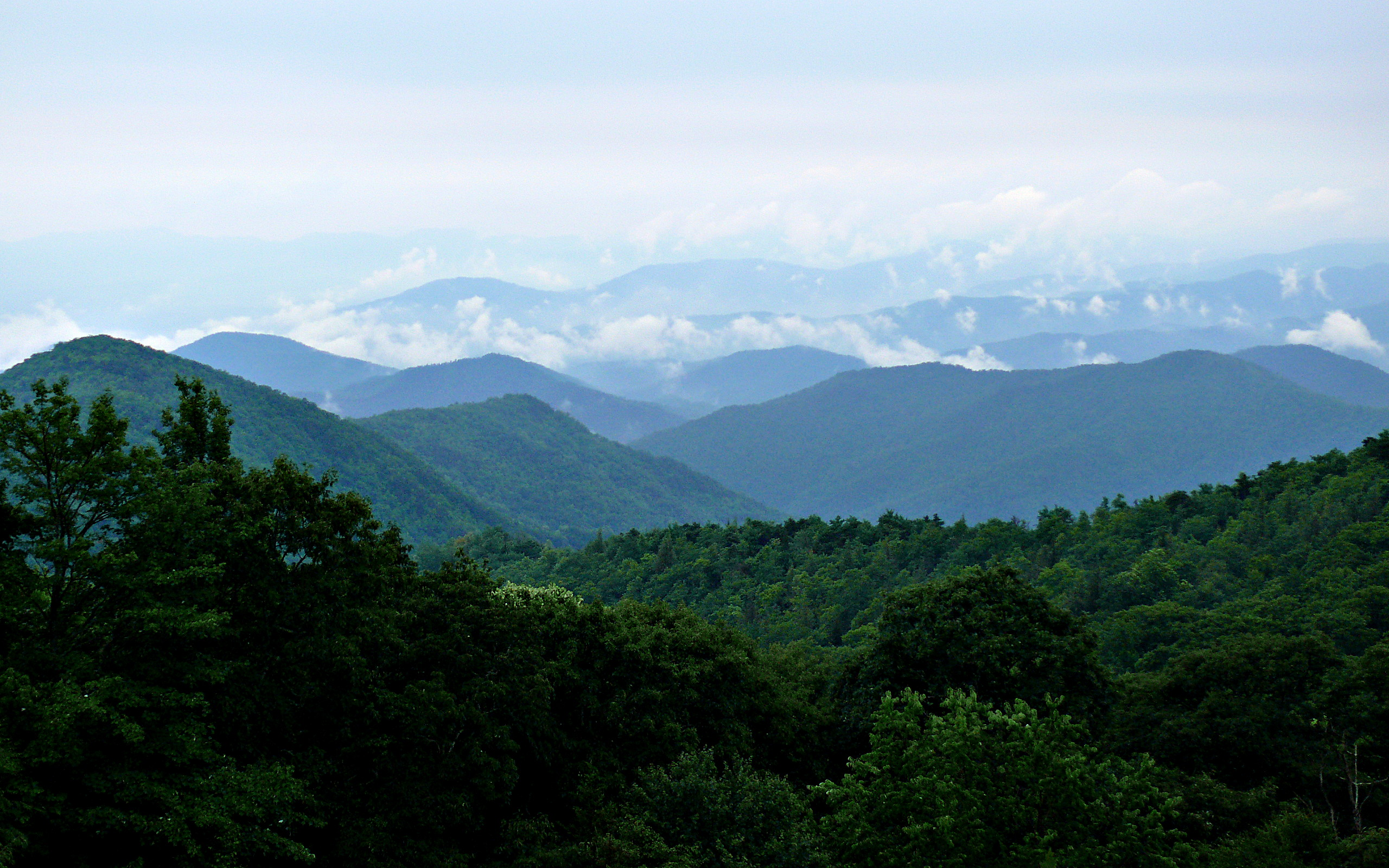
Les montagnes Blue Ridge environnantes de Greenville.

Le drapeau de la Caroline du Sud avec le Sabal palmetto en son centre.

À son lancement, la franchise est temporairement baptisée Greenville Pro Soccer, dans l'attente d'un nom définitif. Après les échecs, principalement financiers, des Lions de Greenville et des Shamrocks de la Caroline du Sud, les propriétaires du nouveau club de troisième division veulent donner une image positive et optimiste de l'avenir du soccer dans la région et décident du nom de « Triumph » (en français : Triomphe) pour illustrer leurs nouvelles ambitions. Issu d'une consultation de publics cibles (focus group), ce nom a été choisi parmi une vingtaine proposés selon le vice-président Doug Erwin.
Les couleurs choisies sont le vert et le bleu marine. Le vert fait référence aux paysages environnants Greenville mais aussi au nom même de la ville (en français : ville verte) tandis que le bleu marine rappelle le drapeau de la Caroline du Sud. Les montagnes au bas du logo symbolisent les montagnes Blue Ridge, le bleu clair à leur base étant une allusion aux nombreux lacs et rivières de la région. De son côté, le « T » au cœur du logo veut faire écho au nom du club, le « Triumph » mais aussi au symbole au centre du drapeau de l'État, le Sabal palmetto. Finalement, le « SC » signifie « Soccer Club » mais peut aussi être interprété comme une nouvelle référence à l'État de Caroline du Sud (en anglais : South Carolina).

## Stades
De 2019 à 2022, le Triumph de Greenville joue ses rencontres à domicile au Legacy Early College Field (en), situé sur le campus du Legacy Early College, une école secondaire préparatoire au niveau universitaire. Il est d'une capacité de 4 000 spectateurs.
À partir de 2023, le Triumph évolue au Paladin Stadium (en), domicile des Paladins de l'Université Furman basée dans la ville de Greenville,.
Ce nouveau domicile ne doit être que temporaire puisque des plans pour construire un stade d'une capacité de 8 100 places sont annoncés dès janvier 2022. Pour un budget estimé à 38,6 millions de dollars, cette nouvelle enceinte serait localisée à proximité de l'Interstate 385 à Mauldin, en banlieue de Greenville.

## Personnalités historiques

### Entraîneurs
Le tableau suivant présente la liste des entraîneurs du club depuis 2018.
| Rang | Entraîneur  | Nationalité | Début        | Fin      | Matchs | Victoires | Nuls | Défaites | % victoires | Palmarès                 |
| ---- | ----------- | ----------- | ------------ | -------- | ------ | --------- | ---- | -------- | ----------- | ------------------------ |
| 1    | John Harkes | États-Unis  | 27 août 2018 | En poste | 111    | 51        | 28   | 32       | 46%         | 1x USL League One (2020) |